# Scooby-Doo! A rejtély kapujában
A Scooby-Doo! A rejtély kapujában, az HBO-n Scooby-Doo! A focikaland (eredeti cím: Scooby-Doo! Ghastly Goals) 2014-ben bemutatott amerikai televíziós 2D-s számítógépes animációs film, amelynek a rendezője Victor Cook, a producerei Victor Cook és Alan Burnett, az írói Erin Maher és Kathryn Reindl, a zeneszerzői Lolita Ritmanis, Michael McCuistion és Kristopher Carter. A film a Warner Bros. Animation gyártásában készült a Warner Home Video és forgalmazásában jelent meg. Műfaját tekintve filmvígjáték.
Amerikában 2014. május 13-án mutatták be DVD-n, Magyarországon 2014. június 4-én mutatták be az DVD-n.

## Szereplők
| Szereplő         | Eredeti hang     | Magyar hang     |
| ---------------- | ---------------- | --------------- |
| Scooby-Doo       | Frank Welker     | Vass Gábor      |
| Fred Jones       | Frank Welker     | Markovics Tamás |
| Diána Blake      | Grey DeLisle     | Hámori Eszter   |
| Bozont Rogers    | Matthew Lillard  | Fekete Zoltán   |
| Vilma Dinkley    | Mindy Cohn       | Madarász Éva    |
| Perez professzor | Gabriel Iglesias | Forgács Gábor   |
| Julio Luna       | Rob Paulsen      | Bácskai János   |
| Reynaldo         | Danny Trejo      | Epres Attila    |
| Dr. Riganto      | Mina Olivera     | Kis-Kovács Luca |
| Kabala           | TBA              | Elek Ferenc     |